# コフウセンカズラ
コフウセンカズラはムクロジ科のつる性一年生～多年生草本。
YListや各種図鑑等ではフウセンカズラの変種としているが、POWOでは独立種C. microcarpumとして扱っている。本項ではYListなどに従い、変種として扱う。

## 特徴
茎は多数分枝して他の物に絡まり、長さ3–4 mになる。葉は1 cmほどの葉柄があり、互生する。葉は2回3出複葉で長さ5–8 cm、3つの小葉は長さ4 cmほどで2–3裂する。花は葉腋から出る長さ5–8 cmの花軸に2出散生花序をつくり、数個の花がつく。小花柄は長さ1.5 cmほどで、花より下に1対の巻きひげがある。花冠は乳白色、径3–8 mmほどで小さく目立たない。花弁は4個で大きさが異なる。萼片は4個で外側の2個は小さい。子房は3室で各1個ずつ種子ができる。果実は中空の蒴果で風船状に膨らみ、倒三角形で径1.5–2.5 cmほど。5 mmほどの稜があり、成熟すると赤みを帯びる。種子は球形で径2.5–5 mmほど、心形の白い斑（仮種皮）がある。基本種のフウセンカズラに比べて果実が小さく、稜が目立つことが特徴。

## 分布と生育環境
汎熱帯原産。日本の南部の乾燥地や荒地に帰化、農耕地や道路脇にみられる。

## 利用
観賞用に栽培されるほか、中国ではフウセンカズラと同様に薬用にされる。

## ギャラリー
コフウセンカズラ（2025年6月 沖縄県石垣市）
- 生育状況
- 葉
- 花
- 種子
(背景は5 mm方眼)